# 신경호르몬
신경호르몬(Neurohormone)은 신경내분비 세포(신경분비 세포)에서 생성되어 혈액으로 방출되는 모든 호르몬이다. 호르몬의 정의에 따르면 전신 효과를 위해 순환계로 분비되지만 신경 전달 물질의 역할 또는 자가분비 또는 주변분비(국소) 전달자와 같은 다른 역할을 할 수도 있다.
시상하부 방출호르몬은 정중 융기와 뇌하수체 후엽으로 확장되는 특화된 시상하부 뉴런에 있는 신경하수체 호르몬이다. 부신속질은 크롬친화세포에서 카테콜아민을 생성한다. 이 세포는 시냅스 후 교감 신경 세포와 구조가 매우 유사하지만 신경 세포는 아니지만 신경능선의 파생물이다.
장크롬친화세포 및 장크롬친화 계열 세포는 둘 다 장내분비 세포이며, 신경능선의 파생물은 아니지만 크롬친화세포와 구조적 및 기능적 유사성으로 인해 신경 내분비 세포로 간주된다. 다른 신경 내분비 세포는 몸 전체에 흩어져 있다. 신경호르몬은 신경분비세포에서 분비된다.